# Cour populaire suprême du Vietnam
La Cour populaire suprême du Vietnam (en vietnamien : Tòa án nhân dân tối cao) est la juridiction la plus haute de la République socialiste du Vietnam. La Cour est l'une des deux institutions au sommet du système judiciaire au Vietnam, à côté du Parquet populaire suprême du Vietnam. Les deux institutions sont responsables devant le président du Vietnam, qui est la compétence la plus haute du gouvernement. Le président de la Cour populaire suprême est également le président de la justice. Le président actuel est Monsieur Hoa Binh, Nguyen.

## Responsabilité et compétence
La responsabilité de la Cour populaire suprême est de fournir les dirigeants pour le système judiciaire du Vietnam, de surveiller la procédure judiciaire, et de proposer à l'Assemblée Nationale, conformément à la loi, des projets de la loi. Cette cour a la compétence juridictionnelle de dernier ressort.
Conformément à la loi, la Cour est celle de denier ressort pour toutes les questions découlant de l'application de la loi vietnamienne. Elle peut être saisie comme la Cour d'appel en cas de mise en œuvre des décisions de la cour. Le Conseil des Juges de la Cour peut également renvoyer ses résolutions aux juridictions inférieures afin d'appliquer de façon unique la loi dans l'ensemble du pays.
Avant juin 2015, lorsque la plupart des parties de la Loi organique de la Cour populaire (de 2014) et certaines résolutions du Comité permanent de l'Assemblée Nationale sont appliquées dans le pays, la Cour populaire suprême a également dans sa structuration trois juridictions intermédiaires qui s'appellent les cours d'appels (en vietnamien : toà phúc thẩm). Cependant, en raison de la reforme sur la Loi organique de la Cour populaire de 2014, ces trois cours d'appels ont été supprimées et remplacées par les autres cours dites la Cour populaire supérieure (en vietnamien : toà án nhân dân cấp cao).

## Organisation

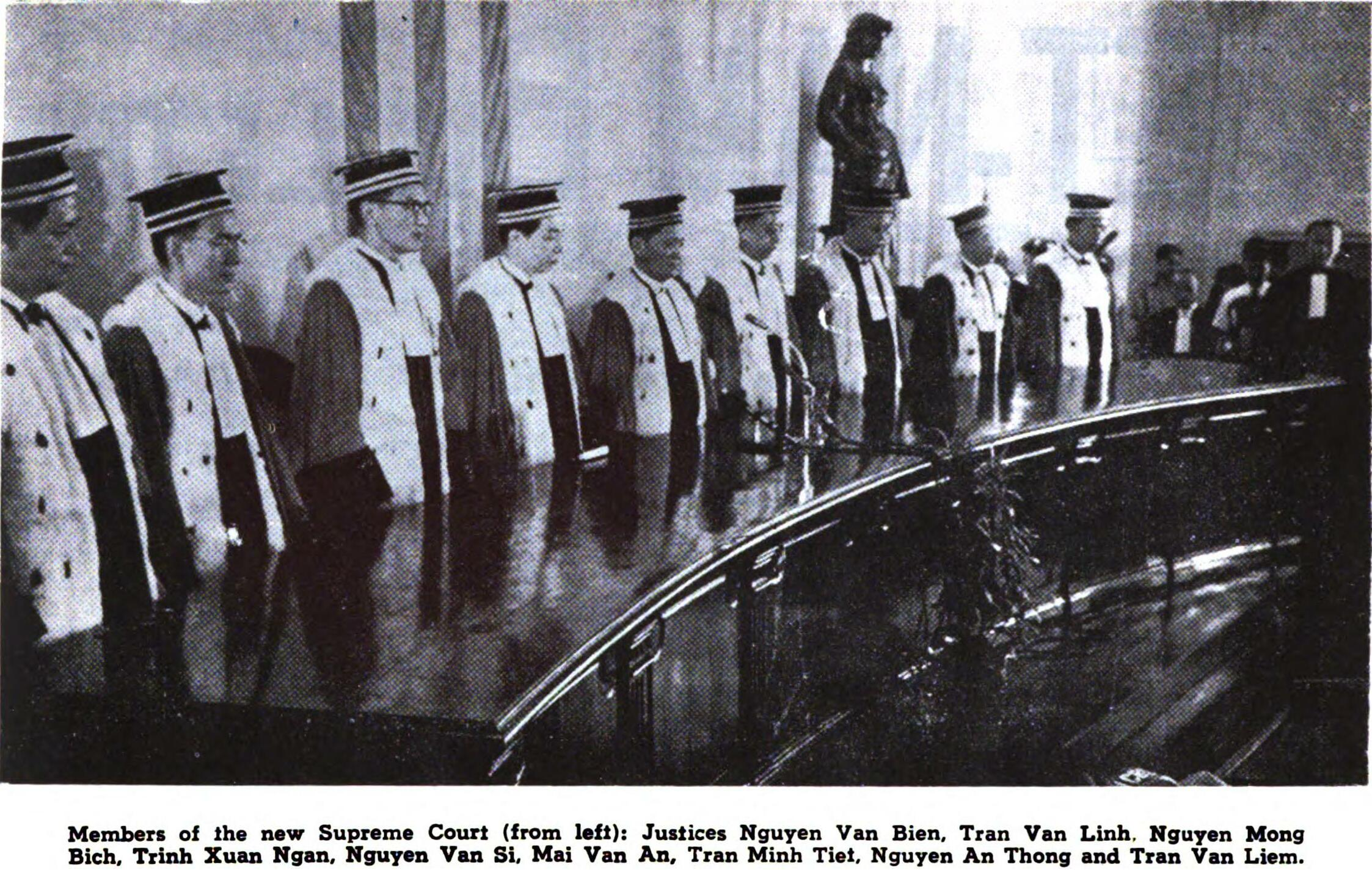
Premiers membres, en 1968.

La Cour populaire suprême du Vietnam est organisée conformément à la Loi organique de la Cour populaire (de 2014). En vertu de cette loi, l'organisation de la Cour comprend le Conseil des Juges dont le rôle est de surveiller le fonctionnement de la Cour et de fournir de la formation en cas de nécessité.
Le Conseil des Juges de la Cour se compose du président de la justice, des vice-présidents et des autres juges de la Cour populaire suprême nommés par l'Assemblée nationale selon la proposition du président. Il doit y avoir au moins 13 membres, et 17 membres au maximum. Les appels sont entendus par des groupes de cinq juges, ou par le Conseil de justice conformément à la loi.

## Liste des présidents de la cour
| Nombre                                          | Nom               | Terme           | Parti politique                   |
| République démocratique du Vietnam (1945-1976)  |                   |                 |                                   |
| -                                               | Cong Tuong, Tran  | 5/1958 - 5/1959 | Parti des travailleurs du Vietnam |
| 1                                               | Van Bach, Pham    | 5/1959 - 7/1976 | Parti des travailleurs du Vietnam |
| République socialiste du Vietnam (1976-présent) |                   |                 |                                   |
| 1                                               | Van Bach, Pham    | 7/1976 - 5/1981 | Parti communiste du Vietnam       |
| 2                                               | Hung, Pham        | 1981 - 1997     | Parti communiste du Vietnam       |
| 3                                               | Hong Duong, Trinh | 1997 - 2002     | Parti communiste du Vietnam       |
| 4                                               | Van Hien, Nguyen  | 2002 - 2007     | Parti communiste du Vietnam       |
| 5                                               | Hoa Binh, Truong  | 2007 - 2016     | Parti communiste du Vietnam       |
| 6                                               | Hoa Binh, Nguyen  | depuis 2016     | Parti communiste du Vietnam       |